# Pactes de Mai

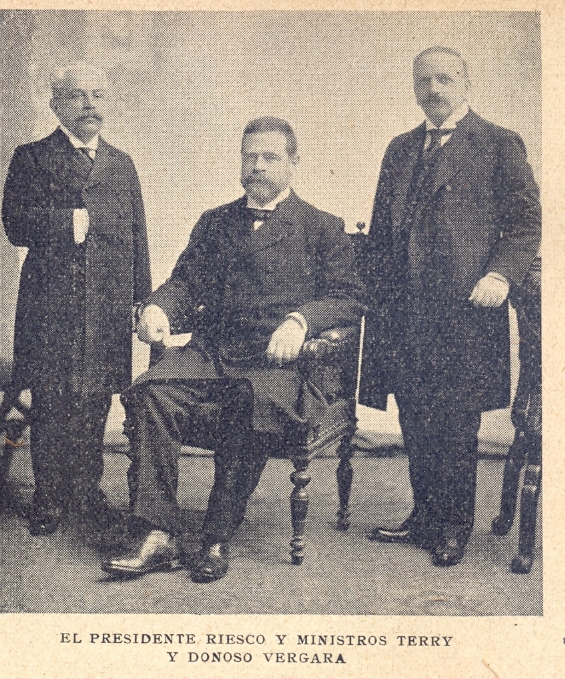
De gauche à droite : le ministre argentin José A. Terry, le président chilien Germán Riesco et le ministre chilien des Affaires étrangères José Francisco Vergara Donoso.

Les pactes de mai ou traité d’équivalence naval, de paix et d’amitié (en espagnol: Pactos de Mayo ou El Tratado de Equivalencia Naval, Paz y Amistad) sont quatre protocoles signés à Santiago du Chili par le Chili et l'Argentine afin de consolider leurs relations et de résoudre leurs différends territoriaux.
Les pactes furent signés le 20 mai 1902 par le ministre le ministre plénipotentiaire argentin José Antonio Terry et le ministre des Affaires étrangères chilien José Francisco Vergara Donoso, pendant les présidences de Julio Argentino Roca et Germán Riesco, dans le but de mettre fin aux différends qui avaient conduit les deux pays à augmenter leurs budgets militaires et à se lancer dans une course aux armements dans les années 1890.
1. Acte préliminaire: L’argentine renonce à intervenir dans les affaires du Chili dans l'océan Pacifique.
2. Traité général d’arbitrage: Accord-cadre pour définir la façon de résoudre les controverses territoriales. Les parties avaient l'obligation de se soumettre à un arbitrage pour les différends de toute nature les opposant et qui ne pouvaient pas être résolus par des négociations directes. Il fut choisi comme arbitres, le gouvernement de Sa Majesté britannique et le gouvernement de la Confédération suisse.
3. Accord entérinant la création d'une commission pour définir les bornes frontières sur le terrain. Le 10 juillet 1902, un protocole additionnel, dit accord de clarification, fut signé.
4. Convention sur la limitation des armements navals : le plus célèbre des protocoles est le traité de contrôle des armements. Il était issu des conclusions de l'intervention de Sa Majesté britannique via ses ambassadeurs, A. C. Barrington en Argentine et Gerardo A. Lowther au Chili. Il établissait que le Chili et l'Argentine devaient vendre les navires de guerre qu'ils avaient achetés et qui étaient en cours de construction en Europe et désarmer certains navires déjà en service, réduire leurs effectifs pour atteindre une équivalence entre les deux; ne pas augmenter ses armements navals dans les cinq ans[1],[2].

Plus important sur la durée, le pacte résolut le concours de projection de puissance entre les deux pays, en attribuant à chacun une sphère d'influence: le Pacifique pour le Chili, l'Atlantique et Rio de la Plata pour l'Argentine. Selon Rizzo Romano, ce pacte est le premier accord de contrôle des armements.
Pendant l’arbitrage du canal du Beagle, l’Argentine présenta l'argument selon lequel les pactes de Mai impliquaient une clause de démarcation entre les deux pays: le Pacifique au Chili et l'Atlantique à l'Argentine. Le Chili rejeta l'argument; les pactes n’étaient pas un traité frontalier et il n’était donc question de limite entre le Pacifique et l'Atlantique, le cap Horn comme limite entre les deux océans étant une convention argentine.